# Fawn (contea di Allegheny, Pennsylvania)
Fawn  è una township degli Stati Uniti d'America, nella contea di Allegheny nello Stato della Pennsylvania. Secondo il censimento del 2000 la popolazione è di 2.504 abitanti.

## Società

### Evoluzione demografica
La composizione etnica vede una prevalenza della razza bianca (98,72%) seguita da quella asiatica (0,68%), dati del 2000.
| township di Fawn Popolazione |       |
| 2000                         | 2.504 |
| Stima al 01-07-07            | 2.325 |